# Александровка (Жашковский район)
Алекса́ндровка (укр. Олекса́ндрівка) — село в Жашковском районе Черкасской области Украины.
Население по переписи 2001 года составляло 814 человек. Почтовый индекс — 19212. Телефонный код — 4747.

## Местный совет
19212, Черкасская обл., Жашковский р-н, с. Александровка